# Blizna (województwo podkarpackie)

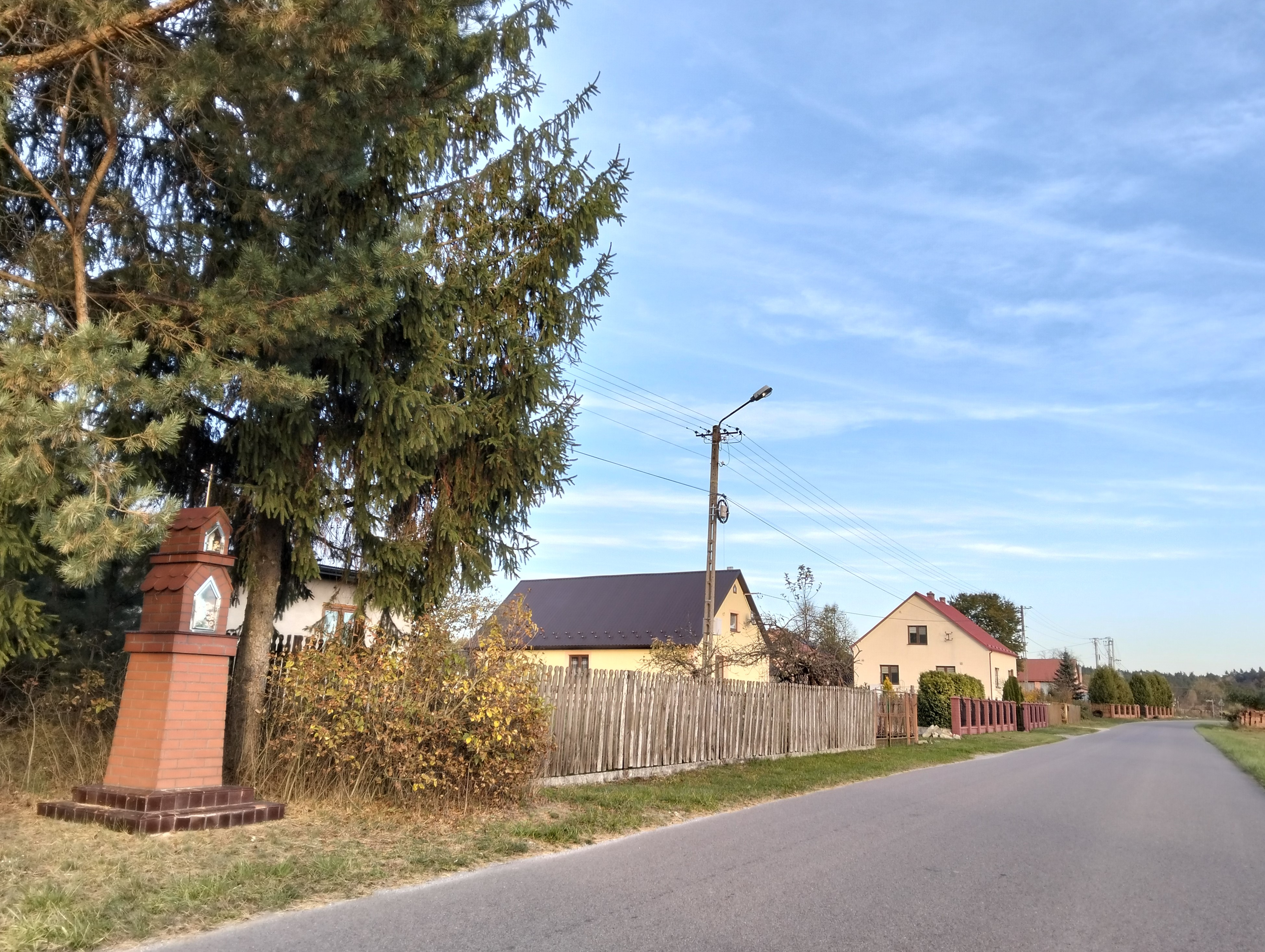
Fragment wsi

Blizna – wieś w Polsce położona w województwie podkarpackim, w powiecie ropczycko-sędziszowskim, w gminie Ostrów.
W latach 1975–1998 miejscowość administracyjnie należała do województwa rzeszowskiego.

## Części wsi
| SIMC    | Nazwa  | Rodzaj    |
| ------- | ------ | --------- |
| 0657929 | Kąt    | część wsi |
| 0657935 | Łączki | część wsi |

## Historia poligonu broni V
W czasie II wojny światowej istniał w Bliźnie poligon broni V o nazwie Truppenübungsplatz Heidelager, Artilleriezielfeld-Blizna.
Decyzja o lokalizacji w Bliźnie poligonu V-2 zapadła w sierpniu 1943 po zbombardowaniu przez aliantów głównego ośrodka rakietowego w Peenemünde. Aby utrudnić kolejne działania wojskom alianckim, dowództwo niemieckie zdecydowało się na podzielenie prac nad bronią rakietową na trzy części: 
- zakłady montażowe miały zostać przeniesione do podziemnej fabryki w górach Harzu,
- biura konstrukcyjne do podziemnej groty nad jeziorem Traunsee,
- poligon szkolno-doświadczalny do wsi Blizna, na terenie poligonu SS „Heidelager”.

Plan został zatwierdzony i przekazany do realizacji. Sprawa była dla Niemców na tyle ważna, że we wrześniu 1943 do Blizny przybył szef SS Heinrich Himmler, by sprawdzić postępy w budowie obiektów i organizacji poligonu.

### Budowa poligonu
Na terenie wysiedlonej wcześniej wsi ocalał tylko jeden budynek, była to mała murowana szkoła. Rozpoczęto więc od podstaw budowę wszystkich potrzebnych obiektów. Na początek poprowadzono do Blizny betonową drogę oraz linię kolejową z miejscowości Pustków. Na terenie samego poligonu zlokalizowano obiekty koszarowe - już na początku działania załoga liczyła ponad 300 osób. Rozmieszczono specjalne budynki i urządzenia potrzebne do obsługi i odpalania rakiet, w tym wieżę serwisową wraz z zapleczem, halę montażową, wiaty garażowe, magazyn, schrony i bunkry obserwacyjne, rampy przeładunkowe, wieże ciśnień, w sumie kilkadziesiąt obiektów. Zostały połączone betonowymi drogami i liniami kolejki wąskotorowej. Prawdopodobnie równocześnie rozpoczęto prace przygotowujące stanowiska startowe dla latającego pocisku, znanego jako V-1, który również był testowany w Bliźnie. Prace na poligonie osobiście nadzorowali sturmbannführer SS Wernher von Braun – twórca V-2 oraz płk Walter Dornberger – odpowiedzialny za niemiecki program rakietowy.

### Działalność poligonu
Pierwszy start rakiety V-2 odbył się w Bliźnie 27 października 1943 lub 5 listopada 1943 r. Przeprowadziła go przybyła z Peenemünde Lehr-und Versuchsbatterie 444 (bateria szkolno-doświadczalna), później dołączyły do niej Artillerie-Abteilung 836 oraz Artillerie-Abteilung 485. W sumie odpaliły one z Blizny ponad 200 rakiet. Okazało się, że 80% rakiet nie dociera do celu, wyznaczonego nad Bugiem w rejonie miejscowości Sarnaki. Większość z nich wybuchała w pierwszej fazie lotu, często wręcz na stanowisku startowym. Obserwacje lotu oraz analiza szczątków rakiet pozwoliły na wyeliminowanie wad i osiągnięcie zadowalającej skuteczności. Wiosną 1944 do Blizny przybył Flak-Regiment 155, który przeprowadził odpalenia pocisków V-1. Raporty AK wskazują, że strzelania pociskami V-1 wykonywano od roku 1943. Możliwe, że były to próby przygotowanych wyrzutni. Pociski V-1 kierowano do celów położonych między Lublinem a Chełmem. Wyszkolone w Bliźnie jednostki brały później udział w działaniach wojennych w zachodniej Europie, m.in. w ostrzeliwaniu Londynu.

### Ewakuacja poligonu
Poligon działał nieprzerwanie od listopada 1943 do lipca 1944 r., kiedy to został ewakuowany przez Niemców na poligon Heidekraut na terenie Wierzchucina w Borach Tucholskich. Akcja likwidacji obiektów poligonu przez niemieckich saperów została przerwana w wyniku ataku oddziałów AK. W pierwszych dniach sierpnia do Blizny wkroczyli żołnierze Armii Czerwonej, zajmując teren na kilka kolejnych miesięcy.

## Pozostałości po poligonie
Część obiektów poligonu w Bliźnie zostało zburzone przez wycofujących się Niemców, wiele zniszczono już po wojnie. W dobrym stanie zachowały się dwa jednakowe stanowiska startowe V-1. Składają się one z ceglano-betonowych bunkrów oraz betonowych płyt i podstaw podpór rampy startowej. W pobliżu nich znajduje się betonowa płyta, z której w początkowym okresie odpalano V-2. Niedaleko znajdują się również pozostałości budynków i platformy rozładunkowej. Obiekty te są obecnie w centrum wsi. W dalszej części poligonu, w lesie obok drogi, zachowały się resztki betonowych filarów hali montażowej. Ciągną się one w dwóch rzędach na długości 100 m. W pobliżu pozostały resztki nasypu pętli nawrotowej dla kolejki wąskotorowej oraz nasypu rampy rozładunkowej. Niedaleko w pobliżu skrzyżowania znajdziemy gruzy budynku stacji transformatorowej i rozdzielni elektrycznej dla poligonu. Po przeciwnej stronie w lesie znajdują się podstawa wieży serwisowej oraz pętla nawrotowa. Głębiej w lesie zachowały się ślady po liniach kolejki wąskotorowej strefy magazynowej poligonu. W lasach otaczających Bliznę możemy odnaleźć ślady po miejscach, z których odpalano V-2. Występują one na północ i południe od wioski. Można je rozpoznać po koncentracji wielkich lejów powstałych w wyniku wybuchu wadliwych rakiet V-2 na stanowisku startowym, lub w pobliżu. W okolicy Blizny znaleźć można też dziesiątki okopów i ziemianek, które zostały wykonane przez stacjonujących tutaj radzieckich żołnierzy.